# 천국보다 낯선 (영화)
《천국보다 낯선》(영어: Stranger Than Paradise)은 1984년 개봉한 미국의 흑백, 코미디 영화이다. 짐 자무시가 감독과 각본을 맡았다.

## 감상
이 영화에 담긴 미국 사회의 풍경은 아메리칸 드림, 모든 것이 넘쳐나는 풍요의 천국과는 거리가 멀다. 이 흑백 장편영화로 짐 자무쉬는 1984년의 칸 영화제 신인감독상과 로카르노 영화제 황금표범상을 받았다. 형식의 단절감은 무엇보다 대리 만족을 주는 이야기체 영화를 중시했던 미국 영화의 전통과는 거리가 멀다.
자무쉬는 범 벤더스, 미켈란젤로 안토니오니, 로베르 브레송 같은 유럽 영화감독과 일본 영화의 대가 오즈 야스지로의 영화에서 영감을 빌려와 황폐한 미국 생활의 이미지를 재구성했다. 영화 표현의 뿌리를 여러 혈통에서 빌려온 셈이다. 그래서 곧잘 '포스트 모던'이란 수식어가 붙는다.
주인공들은 뉴욕에서 클리블랜드의 플로리다로 옮겨 다닌다. 이 여정은 서부영화의 주인공들이 야만의 땅에 문명을 심으며 걷던 신화적인 여정과 비슷하다. 그러나 이 영화의 장소이동 모티브에는 더 이상 상징적인 의미가 없다. 클리블랜드로 가는 차 안에서 주인공들은 어딜 가나 다 똑같다고 중얼거린다. 어디나 다 마찬가지이다.

## 출연

### 주연
- 존 루리
- 에즈터 벌린트
- 리처드 에드슨

### 조연
- 세실라 스탁
- 대니 로젠
- 라멜지
- 톰 디실로
- 리처드 보스
- 로케츠 레드글로어
- 하비 퍼
- 브라이언 J. 버칠
- 사라 드라이버
- 폴 슬로안